# Robert Townsend

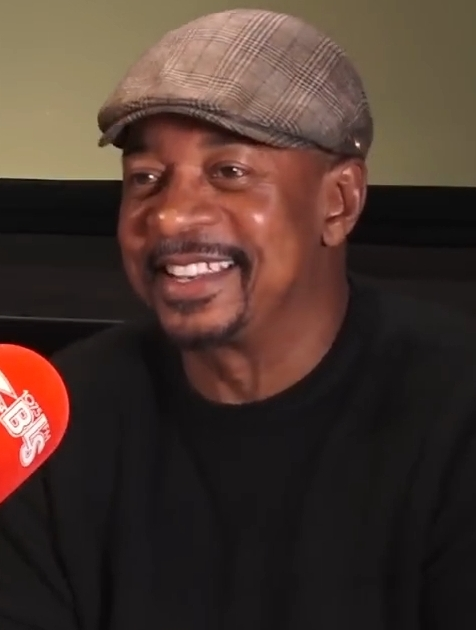
Robert Townsend, 2018

Robert Townsend (* 6. Februar 1957 in Chicago, Illinois) ist ein US-amerikanischer Schauspieler, Komiker, Regisseur und Drehbuchautor.

## Karriere
Townsend wurde als zweites von vier Kindern von Robert und Shirley Townsend geboren. Schon als Kind begann er, verschiedene Schauspieler nachzuahmen und damit seine Mutter zu unterhalten.
Seine eigentliche Karriere begann im New Yorker Comedyclub The Improvisation. Von dort aus ging er nach Hollywood und drehte die ersten Filme. Nach einiger Zeit fing er an, Drehbücher zu schreiben und Regie zu führen. Geschichte schrieb er bei den NAACP Image Awards 2001. Drei seiner regiegeführten Schauspieler aus drei verschiedenen Filmen waren für die Kategorie bester Schauspieler/beste Schauspielerin nominiert.

## Filmografie (Auswahl)
- 1975: Cooley High
- 1982: M*A*S*H (Fernsehserie, 1 Folge)
- 1984: Sergeant Waters – Eine Soldatengeschichte (A Soldier’s Story)
- 1984: Straßen in Flammen (Streets of Fire)
- 1985: American Flyers
- 1986: Ratboy
- 1987: Unglaubliche Geschichten (Fernsehserie, Folge 2x16)
- 1987: Hollywood Shuffle
- 1989: The Mighty Quinn
- 1991: The Five Heartbeats
- 1993: Meteor Man (|The Meteor Man) (Regie)
- 1995–1999: The Parent ’Hood
- 1997: B*A*P*S (Regie)
- 1999: Taxman – Der Steuerfahnder von Brooklyn (Taxman)
- 1999: Jackie's Back![2] (Regie)
- 2000: Die Little Richard Story (Regie)
- 2000: Up, Up, and Away (Regie)
- 2000: Holiday Heart (Regie)
- 2001: Carmen: A Hip Hopera (Regie)
- 2002: 10,000 Black Men Named George (Regie)
- 2002: I Was a Teenage Faust
- 2003: Black Listed (Regie)
- 2009: Phantom Punch (Regie)
- 2012: In the Hive (Regie)
- 2012: Scooby-Doo! Music of the Vampire
- 2014: Playin' for Love (Regie)
- 2023: The Bear: King of the Kitchen (Fernsehserie, 6 Folgen)